# Rifle House Cemetery
Rifle House Cemetery is een Britse militaire begraafplaats met gesneuvelden uit de Eerste Wereldoorlog, gelegen in de Belgische gemeente Komen-Waasten. De begraafplaats ligt midden in het Ploegsteertbos, ongeveer 1,7 km ten noordoosten van het dorpscentrum van Ploegsteert. Ze werd ontworpen door William Cowlishaw en wordt onderhouden door de Commonwealth War Graves Commission. Vanaf de weg kan men deze begraafplaats enkel te voet bereiken langs een bospad van ongeveer 1 km. Onderweg passeert men nog vier andere militaire begraafplaatsen, nl: Prowse Point Military Cemetery, Mud Corner Cemetery, Toronto Avenue Cemetery en Ploegsteert Wood Military Cemetery.
Er liggen 230 slachtoffers begraven waaronder 1 niet geïdentificeerde.

## Geschiedenis
De naam van deze begraafplaats is afkomstig van een versterking, maar waarvan nu niets meer te vinden is. De 1st Rifle Brigade begon er in november 1914 hun eerste doden te begraven en dit ging door tot juni 1916. De begraafplaats was een frontlijnbegraafplaats waardoor de graven in een ongeordende positie liggen. Tijdens het Duitse lenteoffensief was de begraafplaats van 10 april 1918 tot 29 september van dat jaar in vijandelijke handen.
Er liggen 228 Britten en 1 Canadees begraven. Er is ook nog 1 niet geïdentificeerd graf.

## Graven

### Onderscheiden militair
- Frank Coram Spain, korporaal bij de Rifle Brigade werd onderscheiden met de Distinguished Conduct Medal (DCM).

### Minderjarige militairen
- Rifleman Robert Barnett van het 1st Bn. The Rifle Brigade sneuvelde tijdens de aanval op de versterking Bird Cage op 15 december 1914. Hij was 15 jaar en is daarmee het jongste slachtoffer op deze begraafplaats.
- John Machin, soldaat bij het Norfolk Regiment was 17 jaar toen hij op 19 september 1915 sneuvelde.

### Alias
- soldaat J. Wallace diende onder het alias J. Ross bij de Royal Scots.